# Adrien Antoine
Pour les articles homonymes, voir Antoine.
Adrien Antoine est un acteur français.
Très actif dans le doublage, il est notamment la voix française régulière de Chris Hemsworth, Sam Worthington, Ashton Kutcher, Adrien Brody, Zachary Quinto et Henry Cavill ainsi qu'entre autres l'une des voix de Channing Tatum, Cillian Murphy, Garrett Hedlund et Joel Edgerton.
En 2004, il devient la voix du personnage de Batman dans la plupart des œuvres d'animation DC Comics ainsi que dans des jeux vidéo, puis de 2016 à 2020, il double Superman dans plusieurs films d'animation, tandis qu'Emmanuel Jacomy (voix de Superman dans la majorité de ses apparitions) le remplaçait sur Batman, avant un retour à son rôle phare en 2021.
Il est également la voix de Sterling Archer dans la série d'animation Archer ainsi que celle de Tamatoa dans le film d'animation Vaiana.
Il a aussi été la voix antenne de la station de radio RFM entre 2009-2011. 
Depuis 2014, il est également l'une des voix off de la chaîne de télévision M6.

## Biographie
À six ans, Adrien entre au conservatoire du 12e arrondissement de Paris où il suit des cours de violon. Élève à l'école des enfants du spectacle, il intègre les cours de théâtre.
À neuf ans, il commence sa carrière d'acteur professionnel dans une pièce de Georg Büchner La Mort de Danton, mise en scène par Klaus Michael Grüber au Théâtre des Amandiers et au TNP de Villeurbanne.
À treize ans, il se révèle avec la guitare. Il fonde plusieurs formations musicales et compose des musiques de courts-métrages, écrit des chansons et se produit dans des salles parisiennes comme Le Gibus, le New Morning, La Villette. Depuis 1990, il travaille dans le doublage et prête sa voix à des acteurs tels que Sam Worthington, Henry Cavill, Chris Hemsworth, Ashton Kutcher et Adrien Brody.
Adrien Antoine est ami depuis 1992 avec le comédien Christophe Lemoine (connu pour être la voix du personnage de Barry Allen/Flash, de Jaime Reyes/Blue Beetle et Jay Garrick/Flash depuis 2008, de Sean Astin, une des voix de Jack Black et du personnage Cartman dans South Park). Ils forment ensemble un duo musical, Christophe et Adrien et se produisent régulièrement dans un bar parisien de Montmartre, À la Pomponnette. Ils ont également écrit et joué un spectacle, Swift. Ils ont d'ailleurs participé au clip La Superbe Cinquantaine, chanson dédiée au comédien Vincent Ropion, qui venait de fêter ses 50 ans quelques semaines plus tôt et Ne me laissez pas dormir en 2012. Ils se sont également donné la réplique lors de la version française du film Eh mec ! Elle est où ma caisse ? (doublant respectivement Ashton Kutcher et Seann William Scott) et sur celle du film Jobs (doublant respectivement Ashton Kutcher et Josh Gad).

## Filmographie

### Cinéma

#### Longs métrages
- 2011 : La guerre est déclarée de Valérie Donzelli : le guitariste (il interprète aussi une reprise de la chanson Je ne peux plus dire je t'aime avec Alice Gastaut)
- 2015 : Pourquoi j'ai pas mangé mon père de Jamel Debbouze : Vania (voix originale)

#### Courts métrages
- 2012 : Carioca[5] de Philippe Blanc : rôle inconnu

### Télévision

#### Clips
- 2012 : La Superbe Cinquantaine réalisé par Vincent LeBorgne, chanté par Adrien Antoine et Christophe Lemoine
- 2012 : Ne me laissez pas dormir réalisé par Vincent LeBorgne, chanté par Adrien Antoine et Dady
- 2013 : Les Petits Soucis réalisé par Vincent LeBorgne, chanté par Adrien Antoine et Christophe Lemoine.
- 2014 : H-21 de Far Off, réalisé par Banbi, chanté par Adrien Antoine.

## Doublage
Note : Les années inscrites en italique correspondent aux sorties initiales des films auxquels Adrien Antoine a assuré le redoublage.

### Cinéma

#### Films
- Chris Hemsworth dans (27 films) :
  - Thor (2011) : Thor
  - Avengers (2012) : Thor
  - Blanche-Neige et le Chasseur (2012) : Eric, le chasseur
  - La Cabane dans les bois (2012) : Curt Vaughan
  - L'Aube rouge (2013) : Jed Eckert
  - Rush (2013) : James Hunt
  - Thor : Le Monde des ténèbres (2013) : Thor
  - Hacker (2015) : Nicholas Hathaway
  - Avengers : L'Ère d'Ultron (2015) : Thor
  - Vive les vacances (2015) : Stone Crandall
  - Au cœur de l'océan (2015) : Owen Chase
  - Le Chasseur et la Reine des glaces (2016) : Eric, le chasseur
  - SOS Fantômes (2016) : Kevin, le réceptionniste
  - Doctor Strange (2016) : Thor (caméo, scène post-générique)
  - Thor: Ragnarok (2017) : Thor
  - Horse Soldiers (2018) : le capitaine Mitch Nelson
  - Avengers: Infinity War (2018) : Thor
  - Sale temps à l'hôtel El Royale (2018) : Billy Lee
  - Avengers: Endgame (2019) : Thor
  - Men in Black International (2019) : l'agent H / Henry
  - Jay et Bob contre-attaquent… encore (2019) : Chris Hemsworth[n 2]
  - Tyler Rake (2020) : Tyler Rake
  - Interceptor (2022) : le vendeur de télé (caméo)
  - Spiderhead (2022) : Steve Abnesti
  - Thor: Love and Thunder (2022) : Thor
  - Tyler Rake 2 (2023) : Tyler Rake
  - Furiosa : Une saga Mad Max (2024) : Warlord Dementus

- Sam Worthington dans (24 films) :
  - Gettin' Square (en) (2003) : Barry « Wattsy » Wirth
  - The Shark (2005[n 3]) : Able[n 4]
  - Terminator Renaissance (2009) : Marcus Wright
  - Avatar (2009) : Jake Sully
  - Le Choc des Titans (2010) : Persée
  - Last Night (2011) : Michael Reed
  - L'Affaire Rachel Singer (2011) : David jeune
  - Killing Fields (2011) : Jack Souder
  - Dos au mur (2012) : Nick Cassidy
  - La Colère des Titans (2012) : Persée
  - Drift (2013) : J. B[n 4].
  - Sabotage (2014) : James « Monster » Murray
  - Cake (2014) : Roy Collins
  - Everest (2015) : Guy Cotter
  - Tu ne tueras point (2016) : le capitaine J. Glover
  - The Professional (2017) : Lucas
  - Titan (2018) : Rick Janssen
  - Lansky (2021) : David Stone
  - Avatar : La Voie de l'eau (2022) : Jake Sully
  - Sniper Redemption (2023) : Ryan Logan
  - Simulant (en) (2023) : Kessler
  - En plein vol (2024) : Huxley
  - Breathe (2024) : Lucas
  - Horizon : Une saga américaine, chapitre 1 (2024) : Trent Gephardt

- Adrien Brody dans (18 films) :
  - King Kong (2005) : Jack Driscoll
  - Hollywoodland (2006) : Louis Simo
  - À bord du Darjeeling Limited (2007) : Peter Whitman
  - Cadillac Records (2008) : Leonard Chess
  - Manolete (2008) : Manolete
  - Splice (2010) : Clive Nicoli
  - The Experiment (2011) : Travis[n 4]
  - The Grand Budapest Hotel (2014) : Dmitri
  - Dragon Blade (2015) : Tiberius[n 4]
  - Backtrack : Les Revenants (2015) : Peter Bower[n 4]
  - Bullet Head (2017) : Stacy
  - Les Sentinelles du Pacifique (2018) : Steve
  - The French Dispatch (2021) : Julian Cadazio
  - Clean (2021) : Clean
  - Coup de théâtre (2022) : Leo Köpernick
  - Blonde (2022) : Arthur Miller
  - Ghosted (2023) : Leveque
  - Asteroid City (2023) : Schubert Green

- Henry Cavill dans (14 films) :
  - Man of Steel (2013) : Clark Kent / Superman
  - Agents très spéciaux : Code UNCLE (2015) : Napoléon Solo
  - Batman v Superman : L'Aube de la Justice (2016) : Clark Kent / Superman
  - Sand Castle (2017) : le capitaine Syverson
  - Justice League (2017) : Clark Kent / Superman
  - Mission impossible : Fallout (2018) : August Walker / John Lark
  - Nomis (2018) : Marshall[n 4]
  - Enola Holmes (2020) : Sherlock Holmes
  - Zack Snyder's Justice League (2021) : Clark Kent / Superman
  - Black Adam (2022) : Clark Kent / Superman
  - Enola Holmes 2 (2022) : Sherlock Holmes
  - Argylle (2024) : l’agent Argylle
  - Deadpool et Wolverine (2024) : Cavillverine (caméo)
  - Le Ministère de la Sale Guerre (2024) : Gus March-Phillipps (en)

- Channing Tatum dans (12 films) :
  - Stop-Loss (2008) : Steve Shriver
  - 21 Jump Street (2012) : Greg Jenko
  - Je te promets (2012) : Leo Collins
  - White House Down (2013) : John Cale, un agent des services secrets
  - C'est la fin (2013) : Channing Tatum[n 5]
  - 22 Jump Street (2014) : Greg Jenko
  - Les Huit Salopards (2015) : Jody Domergue
  - Le Secret de la cité perdue (2022) : Alan / Dash
  - Dog (2022) : Jackson Briggs
  - Bullet Train (2022) : un passager dans le train (caméo non crédité)
  - To the Moon (2024) : Cole Davis
  - Blink Twice (2024) : Slater King

- Ashton Kutcher dans (10 films) :
  - Eh mec ! Elle est où ma caisse ? (2000) : Jesse Montgomery III
  - Pour le meilleur et pour le rire (2003) : Tom Lisack
  - Treize à la douzaine (2004) : Hank
  - Black/White (2005) : Simon Green
  - Coast Guards (2006) : Jake Fischer
  - Jackpot (2008) : Jack Fuller
  - Kiss and Kill (2010) : Spencer
  - Jobs (2013) : Steve Jobs
  - Annie (2014) : Simon Goodspeed
  - Toi chez moi et vice-versa (2023) : Peter

- Zachary Quinto dans (10 films) :
  - Star Trek (2009) : Spock
  - Margin Call (2012) : Peter Sullivan
  - Star Trek Into Darkness (2013) : Spock
  - Agent 47 (2015) : John Smith
  - Tallulah (2016) : Andreas
  - Star Trek : Sans limites (2016) : Spock
  - Snowden (2016) : Glenn Greenwald
  - Hotel Artemis (2018) : Crosby Franklin
  - The Boys in the Band (2020) : Harold
  - Long Distance (2024) : L.E.O.N.A.R.D. (voix)

- Cillian Murphy dans (8 films) :
  - 28 jours plus tard (2002) : Jim
  - Red Eye : Sous haute pression (2005) : Jackson Rippner
  - Sunshine (2007) : Robert Capa
  - Time Out (2011) : Raymond Leon
  - Red Lights (2012) : Tom Buckley[n 4]
  - Free Fire (2016) : Chris
  - Opération Anthropoid (2016) : Josef Gabcik
  - Anna (2019) : Lenny Miller

- Garrett Hedlund dans (7 films) :
  - Tron : L'Héritage (2011) : Sam Flynn
  - Sur la route (2012) : Dean Moriarty
  - Invincible (2014) : John Fitzgerald
  - Un jour dans la vie de Billy Lynn (2016) : sergent David Dime
  - Mudbound (2017) : Jamie McAllan
  - Triple frontière (2019) : Ben Miller[n 4]
  - Billie Holiday, une affaire d'État (2021) : Harry J. Anslinger

- Joel Edgerton dans (6 films) :
  - Star Wars, épisode II : L'Attaque des clones (2002) : Owen Lars
  - Warrior (2011) : Brendan Conlon
  - Zero Dark Thirty (2013) : Patrick
  - Exodus: Gods and Kings (2014) : Ramsès
  - Jane Got a Gun (2015) : Dan Frost
  - It Comes at Night (2017) : Paul

- Josh Hartnett dans (4 films) :
  - Virgin Suicides (1999) : Trip Fontaine
  - Un été sur Terre (2000) : Jasper Arnold
  - Coup de peigne (2001) : Brian Allen
  - Oppenheimer (2023) : Ernest Lawrence

- Brandon Routh dans :
  - Superman Returns (2006) : Superman / Clark Kent
  - Zack et Miri font un porno (2010) : Bobby Long
  - Dylan Dog (2012) : Dylan Dog[n 4]

- Ehren McGhehey dans :
  - Jackass: Number Two (2006) : lui-même
  - Jackass 3 (2010) : lui-même
  - Jackass 4.5 (2022) : lui-même

- Jason Flemyng dans :
  - Arnaques, Crimes et Botanique (1998) : Tom
  - Abîmes (2003) : Stumbo

- Seann William Scott dans :
  - Destination finale (2000) : Billy Hitchcock
  - Southland Tales (2006) : Roland / Ronald Taverner

- Paul Walker dans :
  - Une virée en enfer (2001) : Lewis Thomas
  - Bleu d'enfer (2005) : Jared Cole

- GQ (en) dans :
  - Beat Battle (2002) : Jayson
  - Escrocs (2003) : Shelly Nix

- Tobias Menzies dans :
  - Casino Royale (2006) : Villiers
  - Underworld: Blood Wars (2017) : Marius

- Bobby Cannavale dans :
  - Blue Jasmine (2013) : Chili
  - Moi, Tonya (2018) : Martin Maddox

- John Cena dans :
  - Nos pires amis (en) (2021) : Ron
  - Nos pires amis 2 (2023) : Ron

- Eyal Meyer (es) dans :
  - Sayen : La Route asséchée (2023) : Aguilar
  - Sayen : La Chasseresse (2024) : Aguilar
- 1972[n 6] : Le Parrain : Paulie Gatto (John Martino) (2e doublage)
- 1974[n 7] : La Tour infernale : Harry Jernigan (O. J. Simpson) (2e doublage)
- 1979[n 8] : Apocalypse Now Redux : Lance Johnson (Sam Bottoms) (2e doublage)
- 1991 : Tels pères, telle fille : ? ( ? )
- 1991 : Chucky 3 : Ronald Tyler (Jeremy Sylvers)
- 1993 : Last Action Hero : Danny Madigan (Austin O'Brien)
- 1993 : Madame Doubtfire : Chris Hillard (Matthew Lawrence)
- 1993 : État second : ? ( ? )
- 1994 : À chacun sa guerre : Chet (Adam Henderson)
- 1997 : Chérie, nous avons été rétrécis : Ricky King (Jojo Adams)
- 1998 : Le Masque de Zorro : un admirateur de la vendeuse (Billy Miller)
- 1999 : Urban Legend : Parker Riley (Michael Rosenbaum)
- 1999 : American History X : voix additionnelles
- 1999 : Dix Bonnes Raisons de te larguer : voix additionnelles
- 2000 : Liberty Heights : Sheldon (Evan Neumann)
- 2001 : American Girls : Les (Huntley Ritter)
- 2001 : Une famille encombrante : Andy Russell (Matt Champagne)
- 2001 : Bubble Boy : Mark (Dave Sheridan)
- 2001 : Camouflage : Marty Mackenzie (Lochlyn Munro)
- 2002 : Star Wars, épisode II : L'Attaque des clones : les soldats clones (Temuera Morrison)
- 2002 : Le Nouveau : Conner (Ross Patterson)
- 2002 : From Hell : voix additionnelles
- 2002 : ESPN's Ultimate X : Le film : lui-même (Brian Deegan) (film documentaire)
- 2003 : Destination finale 2 : Rory Peters (Jonathan Cherry)
- 2003 : La Vie de David Gale : Zach Stemmons (Gabriel Mann)
- 2003 : 8 jours et 8 nuits à Cancun : Matt (Matthew Slenske)
- 2003 : Love Actually : Karl (Rodrigo Santoro)
- 2003 : Dumb and Dumberer : Toby (Josh Braaten)
- 2003 : Attraction fatale : Théo (Charlie Cox)
- 2004 : The Girl Next Door : Hunter McCaffrey (Jacob Young)
- 2004 : New Police Story : Fire (Terence Yin)
- 2004 : Fat Albert : Arthur (J. Mack Slaughter)
- 2004 : Eurotrip : Cooper Harris (Jacob Pitts)
- 2005 : Casanova : Casanova (Heath Ledger)
- 2005 : Des étoiles plein les yeux : James Lansome (Marc Blucas)
- 2005 : Be Cool : lui-même (Tom Hamilton)
- 2005 : Collision : Peter Waters (Larenz Tate)
- 2005 : Zig Zag, l'étalon zébré : Triple-A-Pattes (Michael Rosenbaum) (voix)
- 2005 : Romanzo criminale : Il Freddo / Le Froid (Kim Rossi Stuart)
- 2006 : Syriana : le prince Nasir Al-Subaai (Alexander Siddig)
- 2006 : Fog : Nick Castle (Tom Welling)
- 2006 : Two for the Money : Brendan Lang, John Anthony (Matthew McConaughey)
- 2006 : Le Diable s'habille en Prada : Nate (Adrian Grenier)
- 2006 : Ô Jérusalem : Bobby Goldman (J. J. Feild)
- 2006 : Raisons d'État : Richard Hayes (Lee Pace)
- 2006 : Butcher : La Légende de Victor Crowley : Ben (Joel Moore)
- 2006 : Alpha Dog : Bobby « 911 » Kaye (Alex Solowitz)
- 2006 : Ultraviolet : Nerva (Sebastien Andrieu)
- 2006 : Zoom : L'Académie des super-héros : Dylan West / Houdini (Michael Cassidy)
- 2007 : Massacre à la tronçonneuse : Le Commencement : Eric (Matthew Bomer)
- 2007 : La Cité interdite : le Prince Wan (Liu Ye)
- 2007 : Pathfinder : Ghost (Karl Urban)
- 2007 : Gone Baby Gone : Bubba (Slaine)
- 2007 : Rise : Bishop (James D'Arcy)
- 2007 : Hot Rod : Dave (Bill Hader)
- 2007 : Charlie, les filles lui disent merci : Charlie Logan (Dane Cook)
- 2008 : Sweeney Todd : Le Diabolique Barbier de Fleet Street : Pirelli (Sacha Baron Cohen)
- 2008 : The Wrestler : Tommy Rotten (Tommy Farra)
- 2008 : Deux Sœurs pour un roi : Thomas Stafford (Eddie Redmayne)
- 2008 : The Spirit : The Spirit / Denny Colt (Gabriel Macht)
- 2008 : Manipulation : inspecteur Ed Burke (Paul Sparks)
- 2008 : Che, 2e partie : Guerilla : Benigno (Armando Riesco (en))
- 2009 : Vendredi 13 : Clay (Jared Padalecki)
- 2009 : Dragonball Evolution : Yamcha (Park Joon)
- 2009 : L'Enquête : inspecteur Iggy Ornelas (Felix Solis)
- 2009 : Brothers : Tommy Cahill, le frère de Sam (Jake Gyllenhaal)
- 2009 : Clones : Bobby Saunders (Devin Ratray)
- 2010 : Buried : Paul Conroy (Ryan Reynolds)
- 2010 : Faster : le tueur (Oliver Jackson-Cohen)
- 2011 : Somewhere : Johnny Marco (Stephen Dorff)
- 2011 : Or noir : Saleeh (Akin Gazi)
- 2012 : La Taupe : Ricki Tarr (Tom Hardy)
- 2012 : Savages : Chon (Taylor Kitsch)
- 2012 : L'Homme aux poings de fer : Lion d'argent (Byron Mann)
- 2013 : Le Cinquième Pouvoir : Julian Assange (Benedict Cumberbatch)
- 2014 : Rec 4 : Guzmàn (Paco Manzanedo)
- 2014 : La Légende d'Hercule : Sotiris (Liam McIntyre)
- 2014 : Veronica Mars : Leo D'Amato (Max Greenfield)
- 2016 : Je ne vois que toi : James (Jason Clarke)
- 2017 : Braqueurs d'élite : Kurt Duffy (Diarmaid Murtagh)
- 2018 : Cinquante Nuance plus claires : Walter « Walt » Connolly (Richard Harmon)
- 2018 : Ma vie avec John F. Donovan : James « Jimmy » Donovan (Jared Keeso (en))
- 2018 : Pas si folle : Charlie (Mehcad Brooks)
- 2020 : Le Seul et unique Ivan : Ivan le gorille (Sam Rockwell) (voix)
- 2020 : Le Secret : Tous les rêves sont permis : Bray Johnson (Josh Lucas)
- 2020 : Sentimental : Salva (Alberto San Juan)
- 2020 : Books of Blood : Simon McNeal (Rafi Gavron)
- 2021 : La Femme à la fenêtre : David Winter (Wyatt Russell)
- 2021 : Danse avec les queens : Victor (Fredrik Quinones)
- 2021 : Free Guy : le joueur masqué dans l'allée (Hugh Jackman) (caméo)
- 2022 : La Bulle : Scott (Nick Kocher)
- 2022 : Madea : Retour en fanfare : Davi (Isha Blaaker)
- 2022 : The Man from Toronto : Oscar (Rob Archer)
- 2022 : Persuasion : le capitaine Frederick Wentworth (Cosmo Jarvis)
- 2023 : Opération : Soulcatcher : Robert Kiel (Piotr Witkowski)
- 2023 : Tom Brady à tout prix (en) : Tom Brady (Tom Brady)
- 2023 : Une équipe de rêve : Angus Bendleton (Angus Sampson)
- 2024 : Five Blind Dates (en) : Apollo (Desmond Chiam)
- 2024 : Jamais plus : Ryle Kincaid (Justin Baldoni)
- 2024 : Jack Whitehall : Mission Noël (en) : Michael Bublé (Michael Bublé)

#### Films d'animation
- 1968[n 9] : Yellow Submarine : Ringo (2e doublage)
- 1993 : Jungle Jack : Jack
- 1994[n 10] : Pompoko : Tamasaburô
- 1999 : Toy Story 2 : des martiens
- 2003 : Wonderful Days : Shua
- 2004 : Ghost in the Shell 2: Innocence : Togusa[n 11]
- 2005 : Final Fantasy VII Advent Children : Rufus Shinra[n 11]
- 2005 : Batman contre Dracula : Bruce Wayne / Batman[n 11]
- 2006 : Les Contes de Terremer : le Faiseur de Temps
- 2007 : Tous à l'Ouest : Jolly Jumper (création de voix)
- 2007 : Shrek le troisième : Lancelot du Lac[n 12]
- 2008 : La Ligue des justiciers : Nouvelle Frontière : Bruce Wayne / Batman
- 2008 : Batman : Contes de Gotham : Bruce Wayne / Batman
- 2009 : Superman/Batman : Ennemis publics : Bruce Wayne / Batman[n 11]
- 2010 : La Ligue des justiciers : Conflit sur les deux Terres : Bruce Wayne / Batman
- 2010 : Batman et Red Hood : Sous le masque rouge : Bruce Wayne / Batman[n 11]
- 2010 : Superman/Batman : Apocalypse : Bruce Wayne / Batman[n 11]
- 2011 : Batman: Year One : Bruce Wayne / Batman[n 11]
- 2012 : La Ligue des justiciers : Échec : Bruce Wayne / Batman[n 11]
- 2013 : Lego Batman, le film : Unité des super héros : Bruce Wayne / Batman[n 11]
- 2013 : Monstres Academy : Franck McCay[n 12]
- 2013 : La Ligue des justiciers : Le Paradoxe Flashpoint : Bruce Wayne / Batman[n 11]
- 2014 : La Ligue des justiciers : Guerre : Bruce Wayne / Batman[n 11]
- 2014 : Le Fils de Batman : Bruce Wayne / Batman[n 11]
- 2014 : La Grande Aventure Lego : Superman[n 13]
- 2014 : Batman : Assaut sur Arkham : Bruce Wayne / Batman[n 11]
- 2015 : La Ligue des justiciers : Le Trône de l'Atlantide : Bruce Wayne / Batman
- 2015 : Batman vs. Robin : Bruce Wayne / Batman[n 11]
- 2015 : Batman Unlimited : L'Instinct animal : Bruce Wayne / Batman
- 2015 : Batman Unlimited : Monstrueuse Pagaille : Bruce Wayne / Batman[n 11]
- 2015 : Lego DC Comics Super Heroes : La Ligue des justiciers contre la Ligue des Bizarro : Bruce Wayne / Batman, Batzarro
- 2015 : Lego DC Comics Super Heroes : La Ligue des justiciers - L'Attaque de la Légion maudite : Bruce Wayne / Batman
- 2015 : Premier rendez-vous ? : Colère (court métrage)
- 2015 : Le Voyage d'Arlo : Bubbha
- 2016 : Batman : Mauvais Sang : Bruce Wayne / Batman[n 11]
- 2016 : La Ligue des justiciers vs. les Teen Titans : Clark Kent / Superman - Trigon[n 11]
- 2016 : Vaiana : La Légende du bout du monde : Tamatoa[n 14]
- 2016 : Lego DC Comics Super Heroes: Justice League : S'évader de Gotham City : Clark Kent / Superman
- 2017 : Justice League Dark : Clark Kent / Superman[n 11]
- 2018 : Scooby-Doo et Batman : L'Alliance des héros : Bruce Wayne / Batman
- 2018 : Lego DC Super Heroes: The Flash : Clark Kent / Superman
- 2018 : Lego DC Super Heroes: Aquaman : Clark Kent / Superman
- 2018 : La Mort de Superman : Clark Kent / Superman
- 2018 : Teen Titans Go ! Le film : Bruce Wayne / Batman
- 2019 : Le Règne des Supermen : Clark Kent / Superman
- 2019 : La Grande Aventure Lego 2 : Clark Kent / Superman[n 13]
- 2019 : Justice League vs. the Fatal Five : Clark Kent / Superman
- 2019 : Batman : Silence :  Clark Kent / Superman
- 2019 : Playmobil, le film : ?
- 2020 : Superman: Red Son : Clark Kent / Superman
- 2020 : Altered Carbon: Resleeved : Takeshi Kovacs
- 2020 : Justice League Dark: Apokolips War : Clark Kent / Superman
- 2020 : Batman: Un deuil dans la famille : Clark Kent / Superman
- 2020 : Superman : L'Homme de demain : Clark Kent / Superman
- 2020[n 15] : Demon Slayer: Kimetsu no Yaiba, le film : Le Train de l'Infini : Kyōjurō Rengoku
- 2021 : Batman: The Long Halloween : Bruce Wayne / Batman
- 2021 : LEGO Star Wars : Histoires terrifiantes : Owen Lars
- 2021 : Injustice : Bruce Wayne / Batman
- 2022 : Krypto et les Super-Animaux : Bruce Wayne / Batman[n 16]
- 2022 : Batman and Superman: Battle of the Super Sons : Bruce Wayne / Batman
- 2023 : Lupin III vs. Cat's Eye : Daisuke Jigen
- 2023 : Batman: The Doom That Came to Gotham : Bruce Wayne / Batman
- 2023 : Super Mario Bros. le film : le Kong gardien
- 2023 : Justice League: Warworld : Bruce Wayne / Batman
- 2023 : L'Étrange Noël du Petit Batman : Bruce Wayne / Batman[n 16]
- 2024 : Transformers : Le Commencement : Orion Pax / Optimus Prime[n 17]
- 2024 : Vaiana 2 : Tamatoa[n 14]
- 2024 :  Justice League: Crisis on Infinite Earths  : Bruce Wayne / Batman

### Télévision

#### Téléfilms
- Ivan Sergei dans :
  - Jack Hunter et le Trésor perdu d'Ugarit (2009) : Jack Hunter
  - Jack Hunter et le Tombeau d'Akhénaton (2009) : Jack Hunter
  - Jack Hunter et l'Œil de l'astre (2009) : Jack Hunter
  - Sur le fil (2009) : Duncan Swift
  - Amoureuse à Noël (2010) : Hugh Danderford
  - Passion trouble (2012) : Nick Reese
  - Portées disparues (2013) : Andrew
  - Descente en eaux troubles (2016) : Frank

- Ryan Paevey dans :
  - Amour, orgueil et préjugés (2016) : Donovan Darcy
  - Harvest Love (2017) : Will
  - Noël au palace (2019) : Nick Perrelli
  - Coup de foudre à la Saint-Valentin (2020) : Daniel O'Connor
  - Noël au manoir enchanté (2020) : Charles Whitley
  - Deux billets pour le paradis (2022) : Josh Wyatt
  - Coup de foudre pour le coach (2023) : Mike

- Trevor Donovan dans :
  - L'Atelier de jouets du Père Noël (2019) : Keith McClain
  - Embarquement pour Noël (2020) : Billy Jenkins

- 1996 : Sabrina, l'apprentie sorcière : Seth (Ryan Reynolds)
- 1999 : Le Cœur à l'écoute : T. J. Medieros (Charlie Hofheimer)
- 2005 : Une femme infidèle : Miguel (Cristián de la Fuente)
- 2009 : The Red Riding Trilogy: 1974 : Barry Gannon (Anthony Flanagan)
- 2012 : Le Bodyguard de l'amour : Jake (Justin Baldoni)
- 2015 : Les Douze Cadeaux de Noël : Marc Rehnquist (Aaron O'Connell)
- 2016 : Dans les griffes de Charles Manson : Charles « Charlie » Manson (Jeff Ward)
- 2020 : À la merci de mon patron : Warren (Coby Ryan McLaughlin)
- 2021 : Neuf chatons pour Noël : Zachary Stone (Brandon Routh)

#### Séries télévisées
- Zachary Quinto dans (9 séries) :
  - 24 Heures chrono (2003-2004) : Adam Kaufman (23 épisodes)
  - Blind Justice (2005) : Scott Collins (épisode 9)
  - Heroes (2006-2010) : Gabriel Gray / Sylar (60 épisodes)
  - American Horror Story (2011-2013 / 2022) : Chad (saison 1, 4 épisodes), Dr Oliver Thredson (saison 2, 13 épisodes) et Sam (saison 11, 7 épisodes)
  - Girls (2015) : Ace (saison 4, épisodes 7 et 9)
  - The Slap (2015) : Harry (8 épisodes)
  - Unbreakable Kimmy Schmidt (2019) : Eli Rubin (saison 4, épisodes 11 et 12)
  - NOS4A2 (2019-2020) : Charlie Manx (20 épisodes)
  - Little America (2020) : le professeur (saison 1, épisode 4)

- Brandon Routh dans (9 séries) : 
  - Chuck (2010-2011) : Daniel Shaw (12 épisodes)
  - Partners (2012-2013) : Wyatt Plank (13 épisodes)
  - Arrow (2014-2020) : Ray Palmer / Atom (21 épisodes)
  - Flash (2015-2021) : Ray Palmer / Atom / Superman (4 épisodes)
  - Legends of Tomorrow (2016-2021) : Ray Palmer / Atom (76 épisodes)
  - Supergirl (2019) : Ray Palmer / Atom (saison 5, épisode 9)
  - Batwoman (2019) : Ray Palmer et Clark Kent / Superman (Terre-96) (saison 1, épisode 9)
  - The Rookie : Le Flic de Los Angeles (2021) : Doug Stanton (5 épisodes)
  - Code Quantum (2023) : Alexander Augustine (saison 1, épisode 14)

- Ivan Sergei dans (5 séries) :
  - Preuve à l'appui (2003-2004) : Dr Peter Winslow (22 épisodes)
  - Charmed (2005-2006) : Henry Mitchell (11 épisodes)
  - Les Experts : Miami (2008) : Greg Donner (saison 7, épisode 4)
  - Body of Proof (2013) : Sergei Damanov (saison 3, épisode 6)
  - Beverly Hills : BH90210 (2019) : Nate (5 épisodes)

- Christian Kane dans :
  - Fame L.A. (1997-1998) : Ryan Legget (21 épisodes)
  - Premiers secours (1999) : Wick Lobo (8 épisodes)
  - Into the West (2005) : Abe Wheeler (mini-série)

- Sean Murray dans : 
  - JAG (2000-2001) : Danny Walden (saison 6)
  - NCIS : Enquêtes spéciales (depuis 2004) : l'agent Timothy McGee (420 épisodes - en cours)
  - NCIS : Nouvelle-Orléans (2017) : l'agent Timothy McGee (saison 3, épisode 14)

- Hal Ozsan dans :
  - Dawson (2001-2003) : Todd Carr (14 épisodes)
  - Californication (2008) : Ronny Praeger (3 épisodes)
  - FBI : Duo très spécial (2012) : Gordon Taylor (saison 3, épisode 15)

- Matthew Lawrence dans :
  - Salut les frangins (1995-1997) : Matt Roman (40 épisodes)
  - Incorrigible Cory (1997-2000) : Jack Hunter (69 épisodes)

- Russell Curry (en) dans :
  - Savannah (1997) : l'inspecteur Sam Lucas (8 épisodes)
  - Sunset Beach (1997-1999) : Dr Tyus Robinson (205 épisodes)

- Ryan Reynolds dans :
  - Un toit pour trois (1998-2001) : Michael « Berg » Bergen (81 épisodes)
  - Scrubs (2003) : Spence (1re voix - saison 2, épisode 22)

- Cristián de la Fuente dans :
  - Associées pour la loi (1999-2001) : Andres Diaz (42 épisodes)
  - Ugly Betty (2007) : Rodrigo Veloso (saison 1, épisodes 20 et 21)

- Adam Scott dans : 
  - Wasteland (1999) : Phillip (7 épisodes)
  - Tell Me You Love Me (2007) : Palek (10 épisodes)

- Ashton Kutcher dans :
  - Voilà ! (2001) : Dean Cassidy (saison 5, épisode 15)
  - The Ranch (2016-2020) : Colt Bennett (90 épisodes)

- Mehcad Brooks dans : 
  - Desperate Housewives (2005-2006) : Matthew Applewhite (26 épisodes)
  - Ghost Whisperer (2006) : Justin Cotter (saison 2, épisode 10)

- Charlie Bewley dans :
  - Vampire Diaries (2013) : Galen Vaughn (5 épisodes)
  - Colony (2016-2017) : Simon Eckart (7 épisodes)

- Adrien Brody dans : 
  - Houdini, l'illusionniste (2014) : Harry Houdini (mini-série)
  - Chapelwaite (2021) : le capitaine Charles Boone (mini-série)

- Martin Starr dans :
  - Silicon Valley (2014-2019) : Bertram Gilfoyle (53 épisodes)
  - Le Cabinet de curiosités de Guillermo del Toro (2022) : Keith Chapman

- Coby Bell dans : 
  - Mad Dogs (2016) : Aaron (5 épisodes)
  - Hand of God (2017) : Remiel (3 épisodes)

- 1989-1998 : La Vie de famille : Eddie Winslow (Darius McCrary) (214 épisodes)
- 1996-2001 : Sept à la maison : John Hamilton (Chaz Lamar Shepherd (en)) (33 épisodes)
- 1997-1998 : Les Tortues Ninja : La Nouvelle Génération : Michelangelo (Jarred Blancard) (26 épisodes)
- 1998 : Dawson : Warren Goering (Eric Balfour) (saison 1, épisode 9)
- 1998-1999 : Animorphs : Tobias (Christopher Ralph) (25 épisodes)
- 1998-2000 : Pacific Blue : l'officier Bobby Cruz (Mario López) (44 épisodes)
- 1998 / 2003 : Stargate SG-1 : Kah'l (Douglas H. Arthurs) (saison 2, épisode 1), Khordib (Raahul Singh) (saison 7, épisode 1)
- 2000 : Power Rangers : Sauvetage éclair : Joel Rawlings (Keith Robinson) (40 épisodes)
- 2000-2001 : Grosse Pointe : Kevin (Nat Faxon) (17 épisodes)
- 2001 : Preuve à l'appui : Daniel Brackett (Jeremy Davidson) (saison 1, épisode 15)
- 2001-2004 : Et alors ? : Robert « Rob » Conway (Benjamin Waters) (60 épisodes)
- 2001-2004 : Amy : Kyle McCarthy (Kevin Rahm) (66 épisodes)
- 2002 : 24 Heures chrono : John Mason (Eric Christian Olsen) (saison 2, épisode 7)
- 2002 : New York, unité spéciale : Dorsey (Michael Godere) (saison 3, épisode 13)
- 2003 : Adam Sullivan : Walter « Wally » Berman (John Ross Bowie) (8 épisodes)
- - 2005 : Le Monde de Joan : Ryan Hunter (Wentworth Miller) (saison 2, épisodes 21 et 22)
- 2005 : Rome : Evander Pulchio (Enzo Cilenti) (4 épisodes)
- 2005-2006 : Everwood : Reid Bardem (Justin Baldoni) (15 épisodes)
- 2005-2007 : Ghost Whisperer : Teo de la Costa (Nicholas Gonzalez) (saison 1, épisode 11), Brandon Roth (Neil Hopkins) (saison 2, épisode 9) et Brandon Bishop (Robert Buckley) (saison 3, épisode 7)
- 2005 / 2008 : Dr House : Joey Arnello (Joseph Lyle Taylor) (saison 1, épisode 15), Ben (Conor Dubin) (saison 4, épisode 1)
- 2005-2019 : Veronica Mars : Leo D'Amato (Max Greenfield) (14 épisodes)
- 2006 : Sinchronicity : Jase (Daniel Percival (en)) (6 épisodes)
- 2006 : What About Brian : Angelo Varzi (Raoul Bova) (7 épisodes)
- 2006-2007 : SMS, des rêves plein la tête : Sebastián dit « Sebas » (Pablo Penedo) (119 épisodes)
- 2008 : Cashmere Mafia : Jason Chung (Jack Yang) (3 épisodes)
- 2008 : Samurai Girl : Jake Stanton (Brendan Fehr) (6 épisodes)
- 2008-2010 : Les Experts : Miami : Jesse Cardoza (Eddie Cibrian) (25 épisodes), Mick Ragosa (Tom Pelphrey) (saison 7, épisode 6)
- 2008-2010 : Romanzo criminale : le Libanais (Francesco Montanari) (19 épisodes)
- 2009 : Médium : David Brewer (Kevin Corrigan) (saison 5, épisode 3)
- 2009-2010 : Legend of the Seeker : L'Épée de vérité : Zeddicus Zul Zorander jeune (Gabriel Mann) (saison 2, épisodes 5 et 17)
- 2009-2010 : Skins : John "Gil" Gilbert (Devon Werkheiser)
- 2010-2013 : Spartacus : Spartacus (Andy Whitfield puis Liam McIntyre) (33 épisodes)
- 2010-2020 : Meurtres à Sandhamn : Henrik (Jonas Malmsjö) (19 épisodes)
- 2011 :  Body of Proof : Doug Chase (Brian Tichnell) (saison 2, épisode 9)
- 2012 : The River : Lincoln Cole (Joe Anderson) (8 épisodes)
- 2012 : Made in Jersey : Nolan Adams (Kristoffer Polaha) (7 épisodes)
- 2015-2019 : Killjoys : D'Avin Jaqobis (Luke Macfarlane) (50 épisodes)
- 2016-2017 : Good Behavior : Javier Pereira (Juan Diego Botto) (20 épisodes)
- 2017 : Loaded : Greg (Tom Stourton) (saison 1, épisodes 2 et 5)
- 2017-2019 : Ransom : Eric Beaumont (Luke Roberts)(39 épisodes)
- 2017-2019 : Vikings : l'Évêque Heahmund (Jonathan Rhys-Meyers) (17 épisodes)
- depuis 2017 : The Chosen : Jésus de Nazareth (Jonathan Roumie)
- 2018 : Barry : Ryan Madison (Tyler Jacob Moore) (saison 1, épisode 1)
- 2018 : Beat : Philipp Vossberg (Alexander Fehling) (7 épisodes)
- 2018-2019 : Mme Maisel, femme fabuleuse : Benjamin Ettenberg (Zachary Levi) (8 épisodes)
- 2018-2020 : L'Aliéniste : Greg Hatch (David Gallagher)
- 2019 : Watchmen : l'orateur du 7e de Kavalry (Nicholas Logan) (mini-série)
- 2019 : Gotham : Bruce Wayne / Batman (Mikhail Mudrik) (saison 5, épisode 12)
- 2019 : Il Processo : Giovanni Malaguti (Maurizio Lastrico)
- 2019 : Young Sheldon : le Batman du comics qui parle à Sheldon (Diedrich Bader) (voix - saison 3, épisode 10)
- 2019 : Bluff City Law : Jake Reilly (Barry Sloane)
- 2019-2023 : The Witcher : Geralt de Riv (Henry Cavill)
- 2020 : Messiah : Will Matthews (Wil Traval)
- 2020 : Teenage Bounty Hunters : Deacon Wesley (Matt Peters) (épisode 7)
- 2020-2022 : La Unidad : David (Néstor Arnas)
- 2020-2023 : Dave : Benny Blanco[n 18] (Benny Blanco) (8 épisodes)
- 2021 : Jupiter's Legacy : George Hutchence / Skyfox (Matt Lanter)
- 2021 : La Réalité en face : Chris Hemsworth[n 2] (Chris Hemsworth) (mini-série)
- 2021 : Riverdale : Lou Cypher (Oliver Rice) (saison 6, épisode 3)
- 2021-2022 : 4400 : Logan Kaminski (Cory Jeacoma) (13 épisodes)
- 2022 : Les Héritiers de la terre : Bernat Estanyol (Rodolfo Sancho)
- 2022 : Obi-Wan Kenobi : Owen Lars (Joel Edgerton) (mini-série)
- 2022 : The Terminal List : Tony Layun (J. D. Pardo)
- 2022 : Sur ordre de Dieu : Ron Lafferty (Sam Worthington) (mini-série)
- 2022 : Uncoupled : Luke (Dan Amboyer) (saison 1, épisode 6)
- depuis 2022 : Le Seigneur des anneaux : Les Anneaux de pouvoir : Elendil (Lloyd Owen)
- 2023 : Lidia fait sa loi : Jacopo Barberis (Eduardo Scarpetta (it))
- 2023 : Sweet Home : Tak In-hwan (Yu Oh-seong (en)) (saison 2)
- 2023-2024 : Vikings: Valhalla : Batu (Taylor James) (13 épisodes)
- 2024 : Nautilus : Cornelius Fogg (Alexander England (en)) (saison 1, épisode 10)
- depuis 2024 : Les Aventures imaginaires de Dick Turpin : Dick Turpin (Noel Fielding)
- 2025 : The Last of Us : Jesse (Young Mazino (en)) (saison 2)
- 2025 : The Studio : Johnny Knoxville / l'acteur dans Chiassocalypse (Johnny Knoxville)
- 2025 : Chief of War : Namakeʻ (en) (Te Kohe Tuhaka)

#### Séries d'animation
- 1990 : Pygmalion : Caral
- 1990-1992 : Sophie et Virginie : Paul (2e voix)
- 1991-1992 : L'École des champions : Benjamin Lefranc
- 1991 : Les Razmoket : Charles-Édouard (premiers épisodes)
- 1992 : La Troupe de Cobi : Cobi
- 1993-1999 : Les Belles Histoires du père Castor : voix additionnelles
- 1994 : Le Bus magique : Thomas (1re voix)
- 2001-2013 : Totally Spies! : le capitaine Hayes / Manny Wong / voix additionnelles
- 2002 : Olive et Tom : Le Retour : Mark Landers et Arthur
- 2002 : Xcalibur : Herik
- 2003 : Mon ami Marsupilami : Sanchez  (épisode 10)
- 2003-2004 : Moi Willy, fils de rock star : Quincy, Brad, Victor, Eminance et voix additionnelles
- 2004-2007 : Drawn Together : le capitaine Héros
- 2004-2008 : Batman : Bruce Wayne / Batman
- 2005 : Monster : Müller
- 2005-2007 : Skyland : Wayan
- 2006 : Team Galaxy : Romuloide (saison 1, épisodes 24 et 26), voix-off du reportage (saison 1, épisode 24), un clown (saison 1, épisode 25), un étudiant de Galaxy (saison 1, épisode 26)
- 2008-2011 : Batman : L'Alliance des héros : Batman / Owlman
- 2009[n 19]-2023 : Archer : Sterling Archer[n 20]
- 2010 : La Ligue des justiciers : Nouvelle Génération : Bruce Wayne / Batman, Mal Duncan / Guardian II (2e voix) et Nathaniel Tryon (2e voix, saison 2, épisode 14)
- 2013-2014 : Prenez garde à Batman ! : Bruce Wayne / Batman
- 2014 : Star Wars: The Clone Wars : Rush Clovis (2e voix)
- 2015 : DC Super Friends : Bruce Wayne / Batman
- 2016 : Pirata et Capitano : Weboo
- 2016-2018 : La Ligue des justiciers : Action : Bruce Wayne / Batman
- 2018 : La Bande à Picsou : Falcon Graves
- 2018 : Teen Titans Go! : Bruce Wayne / Batman  (saison 5, épisode 9 - Les vraies origines)
- 2019 : Scooby-Doo et compagnie : Bruce Wayne / Batman (épisode Quelle nuit pour la chauve-souris !)
- 2019 : Unikitty! : Bruce Wayne / Batman (saison 1, épisode 40)
- 2019[n 21] : Demon Slayer: Kimetsu no Yaiba : Kyōjurō Rengoku
- 2019[n 21] : Vinland Saga : Bjorn
- 2020 : Duncanville : Wolf et Bruce Wayne / Batman
- 2020 : Solar Opposites : Nanobot Man[n 22]
- 2021 : M.O.D.O.K. : le général Dagger (saison 1, épisode 6)
- 2021 : Star Wars: Visions : Zhima (saison 1, épisode 5)
- 2021 : Arcane : Finn
- 2021-2022 : Shaman King : Umemiya Ryūnosuke
- 2021-2023 : What If...? : Thor / le roi Thor[n 2] (5 épisodes)
- depuis 2021 : Invincible : Robot[n 23]
- 2022 : Bastard!! : Die Amond
- 2022 : JoJo's Bizarre Adventure : Stone Ocean : Donatello Versus
- depuis 2022 : Batwheels : Batman[n 16]
- 2023 : Agent Elvis : Gabriel Wolf adulte
- 2023 : Strange Planet (en) : l'ingénieur
- 2023 : Captain Laserhawk: A Blood Dragon Remix : Sam Fisher
- 2023 : Onimusha (en) : Sasaki Kojirō
- 2023 : Hero Inside : Dark Knight
- 2024 : Kaiju no 8 : Kafka Hibino / Kaiju no 8[6]
- 2024 : Twilight of the Gods : Baldr[n 24]
- 2024 : Rêves Productions (en) : Colère[n 25] (mini-série)
- 2024 : Tokyo Override : Spoke
- 2025 : Witch Watch : Reiji Otogi (doublage Netflix)

### Jeux vidéo
- 2005 : Spartan Total Warriors : le Spartiate
- 2006 : Kingdom Hearts 2 : Xemnas
- 2009 : Red Faction: Guerrilla : Alec Mason
- 2009 : Batman: Arkham Asylum : Bruce Wayne / Batman
- 2010 : Tom Clancy's Splinter Cell: Conviction : Valentin Lesovsky, le lieutenant Simpson et voix additionnelles
- 2010 : Batman : L'Alliance des héros : Bruce Wayne / Batman
- 2011 : DC Universe Online : Bruce Wayne / Batman
- 2011 : Tron: Evolution : Gibson
- 2011 : Batman: Arkham City : Bruce Wayne / Batman
- 2011 : Star Wars The Old Republic : voix additionnelles
- 2011 : Spider-Man : Aux frontières du temps : Miguel O'Hara / Spider-Man 2099
- 2012 : Guild Wars 2 : Logan Thackeray
- 2012 : Hitman: Absolution : voix additionnelles
- 2013 : Injustice : Les Dieux sont parmi nous : Bruce Wayne / Batman
- 2013 : Batman: Arkham Origins : Bruce Wayne / Batman
- 2013 : Disney Infinity : Colère
- 2014 : Diablo III: Reaper of Souls : Le Croisé
- 2015 : Batman: Arkham Knight : Bruce Wayne / Batman et Hush
- 2017 : Injustice 2 : Bruce Wayne / Batman
- 2017 : Cars 3 : Course vers la victoire : Jackson Storm
- 2018 : Assassin's Creed Odyssey : Alexios / Deimos
- 2018 : Lego DC Super-Villains : Batman
- 2021 : Back 4 Blood : le personnage devant le constructeur de decks à Fort Hope
- 2022 : MultiVersus : Batman
- 2024 : Suicide Squad: Kill the Justice League : Bruce Wayne / Batman
- 2024 : Batman: Arkham Shadow : Bruce Wayne / Batman

## Voix off

### Émissions
- 2019 : En pleine nature avec Bear Grylls : lui-même (Zachary Quinto) (émission de téléréalité d'aventure)
- 2019 : La Révolution irlandaise : le narrateur (Cillian Murphy) (documentaire)
- 2022 : Dans les coulisses des endroits interdits au public de Paris : voix off (documentaire sur C8)

### Publicités
- Roquefort société
- Opel Corsa
- L'Or Elixir
- Harpic Power Plus
- Opel
- Ford
- McDonald's
- Paco Rabanne
- Dessange
- Lotus
- Côte d'Or
- Faisselle Rians
- Paysan Breton
- Intimy
- Audi
- Le Parisien
- HSBC
- Mini
- Carte d'Or
- Buitoni
- Renault
- Jean Paul Gaultier
- La Boutique Officielle
- Harrys
- Coupe de la Ligue française de football
- Winamax
- Pompes funèbres générales
- Assassin's Creed Valhalla
- Aperol
- Cassegrain
- Gillette (Labs - depuis 2025)
- Sector Alarm
- Aramisauto
- Avène
- Nuii (2025)
- Futuroscope (2025)
- Monnaie de Paris (2025)
- L'OR (2025)

### Radio
- 2009-2011 et depuis 2023 : voix antenne de la radio RFM

### Télévision
- depuis 2014 : voix antenne de M6 et annonce soirée groupe M6
- depuis septembre 2024 : TiJi

### Livre audio
- L'Élixir d'amour d'Éric-Emmanuel Schmitt, en juin 2014 (co-narrateur avec Odile Cohen[7])

## Distinction
En 2025, Adrien Antoine est nommé « meilleur comédien » aux Crunchyroll Anime Awards pour son rôle de Kafka Hibino dans la version française de Kaiju no 8.